# Nagham Ramadan
Pour les articles homonymes, voir Ramadan (homonymie).
Nagham Mohamed Ramadan (en arabe : نغم محمد رمضان), née en 1983, est une haltérophile égyptienne.

## Carrière
Nagham Ramadan est triple médaillée d'argent en moins de 75 kg aux Jeux africains de 1999 à Johannesbourg.
Elle est médaillée d'or au total dans la catégorie des moins de 75 kg aux Championnats d'Afrique d'haltérophilie 2000 à Yaoundé.